# Colegio de Niñas Huérfanas (Cuéllar)

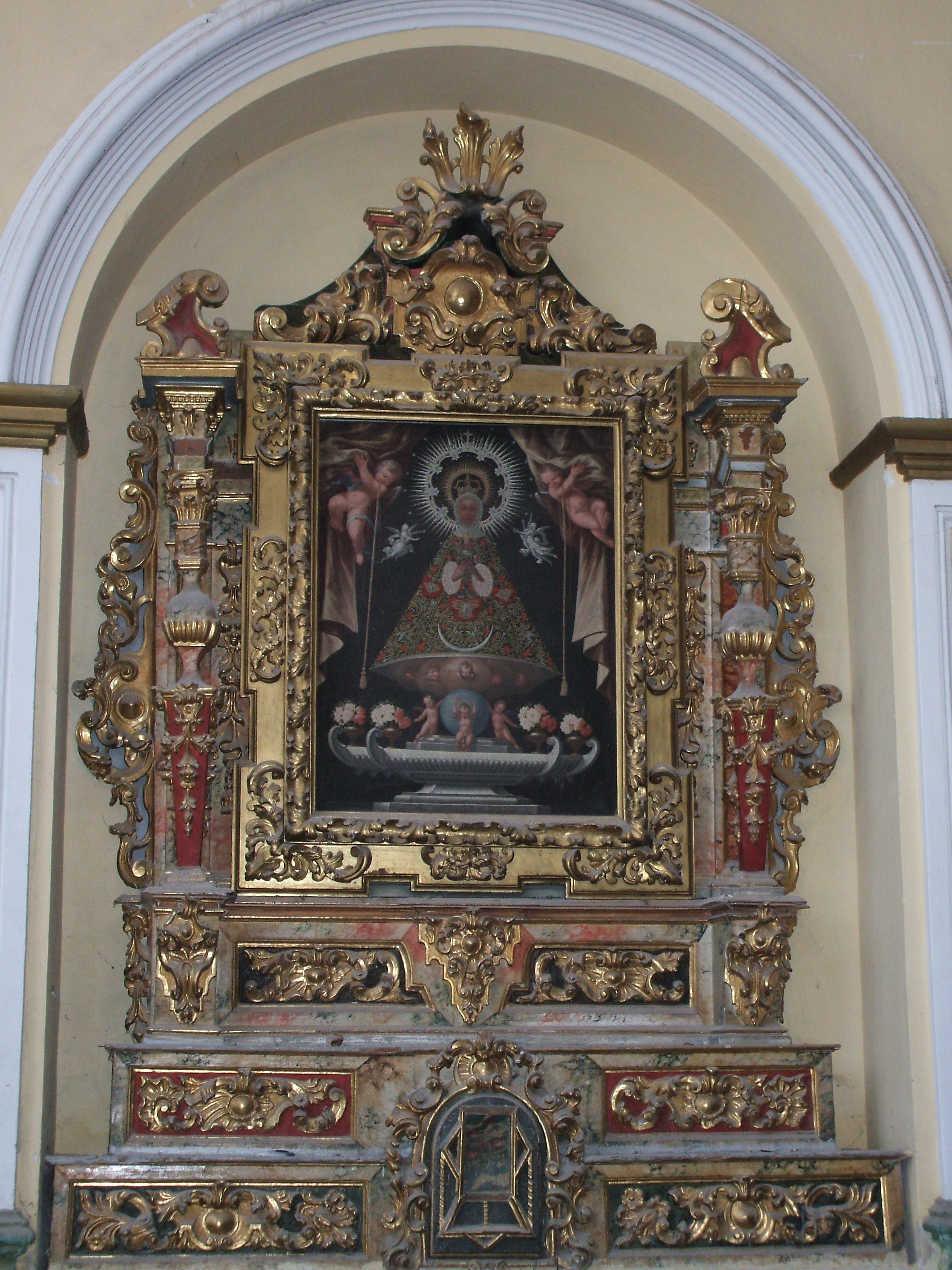
Retablo de Nuestra Señora de El Henar en la capilla del hospital.

El Colegio de Niñas Huérfanas de Nuestra Señora de la Presentación fue una institución educativa fundada en la villa de Cuéllar (Segovia) en 1757 por el religioso Francisco Ovejero, comisario del Santo Oficio de la Inquisición de Valladolid. El edificio estuvo situado en la calle del Colegio (denominada así por este), junto a la plaza Mayor, y en la actualidad únicamente se conserva su capilla.
Tras una visita a Cuéllar en 1756 de Manuel Murillo Argáiz, obispo de Segovia, Francisco Ovejero le expuso un memorial para fundar un colegio que acogiera a las niñas huérfanas de la villa, para lo cual se mostró dispuesto y le entregó licencia, al igual que hizo el propio Ayuntamiento de Cuéllar. Al año siguiente fue fundada la institución, bajo el título de la Presentación de Nuestra Señora, siendo conocido popularmente como el colegio de Niñas Huérfanas. Su carta de fundación fue otorgada el 3 de diciembre de 1757, y en ella nombró por patrono al cabildo eclesiástico de Cuéllar.
El colegio fue gestionado inicialmente por Terciarias Carmelitas, pasando después por religiosas de la Divina Pastora, y desapareció en el último tercio del siglo XX. El edificio fue demolido en su totalidad, a excepción de la capilla, que se conserva en la actualidad.